# IIFA Award/Bester Playbacksänger
Die Gewinner des IIFA Best Male Playback Award waren:
| Jahr | Sänger               | Film                                              | Song                |
| ---- | -------------------- | ------------------------------------------------- | ------------------- |
| 2000 | Udit Narayan         | Hum Dil De Chuke Sanam                            | Chand Chupa         |
| 2001 | Lucky Ali            | Kaho Naa... Pyaar Hai                             | Ek Pal Ka Jeena     |
| 2002 | Sonu Nigam           | —                                                 | —                   |
| 2003 | Sonu Nigam           | Saathiya                                          | Saathiya            |
| 2004 | Sonu Nigam           | Kal Ho Naa Ho                                     | Kal Ho Naa Ho       |
| 2005 | Kunal Ganjawala      | Murder                                            | Bheege Hont Tere    |
| 2006 | Himesh Reshammiya    | Aashiq Banaya Aapne                               | Aashiq Banaya Aapne |
| 2007 | Shaan                | Fanaa                                             | Chand Sifarish      |
| 2008 | Shaan                | Saawariya                                         | —                   |
| 2009 | Javed Ali            | Jodhaa Akbar                                      | —                   |
| 2010 | Shaan                | 3 Idiots                                          | —                   |
| 2011 | Rahat Fateh Ali Khan | Dabangg                                           | —                   |
| 2012 | Mohit Chauhan        | Rockstar                                          | —                   |
| 2013 | Sonu Nigam           | Agneepath                                         | —                   |
| 2014 | Arijit Singh         | Aashiqui 2                                        | —                   |
| 2015 | Ankit Tiwari         | Ek Villain                                        | —                   |
| 2016 | Papon                | Dum Laga Ke Haisha                                | —                   |
| 2017 | Amit Mishra          | Ae Dil Hai Mushkil – Die Sehnsucht meines Herzens | —                   |
| 2018 | Arijit Singh         | Jab Harry Met Sejal                               | —                   |
| 2019 | Arijit Singh         | Raazi                                             | —                   |